# Hassoun Camara
Hassoun Camara (Noisy-le-Sec, 3 februari 1986) is een Frans-Senegalees betaald voetballer die bij voorkeur als rechtsback speelt. In 2012 trad hij met Montreal Impact toe tot de Major League Soccer.

## Clubcarrière
Camara begon zijn carrière bij zijn lokale club Olympique Noisy-le-Sec, waar hij een doelpunt maakte in zevenenzestig wedstrijden. Zijn eerste profcontract tekende hij in 2006 bij Olympique Marseille. Door een gebrek aan speeltijd bij Marseille tekende hij in 2008 bij SC Bastia uit de Ligue 2. Zijn eerste professionele doelpunt maakte hij op 22 februari 2008 tegen FC Libourne-Saint-Seurin. Het was tevens de beslissende goal in een wedstrijd die met 2-1 werd gewonnen door Bastia. Het seizoen erop kwam hij steeds minder vaak aan spelen toe, wat er toe leidde dat op 18 januari 2010 zijn contract ontbonden werd.
Op 7 februari 2011 tekende hij bij Montreal Impact uit de North American Soccer League. In zijn eerste seizoen bij de club speelde hij in tweeëntwintig competitiewedstrijden en werd hij uitgeroepen tot 'MVP' van de club. Het jaar erop kwam Montreal uit in de Major League Soccer, het hoogste niveau in de Verenigde Staten. Camara bleef ook in de MLS een belangrijke speler voor Montreal. Zijn beste seizoen bij Montreal kende hij tot nu toe in 2013 toen hij in tweeëndertig competitiewedstrijden uitkwam waarin hij drie doelpunten maakte en drie assists gaf. Op 11 juni 2014 speelde Camara tegen DC United zijn honderdste wedstrijd voor Montreal over alle competities.